# بخش خاروانا
خاروانا (شکل قدیمی اصلی ترکی آذربایجانی: کاروانا) یکی از بخش‌های شهرستان ورزقان استان آذربایجان شرقی ایران است. مرکز این بخش، شهر خاروانا است. 

## تقسیمات کشوری
- بخش خاروانا
  - دهستان ارزیل
  - دهستان جوشین
  - دهستان دیزمار مرکزی

شهرها: خاروانا

## جمعیت و روستاها
بنابر سرشماری مرکز آمار ایران، جمعیت بخش خاروانای شهرستان ورزقان در سال ۱۳۹۵ برابر با ۱۶۷۵۳ نفر بوده‌است.
روستاهای این بخش نام‌های زبان ترکی زیادی را با خود نگاه داشته‌اند.
ارزیل • آتش خسرو. استرقان • اندرگان • ایری علیا • جوانان‌گروه • حاجی‌لار • سهران • سیوان • طرزم • قشلاق حاجیلار • کوراکش • گل‌آخور • مشاهیر • میوه‌رود•آستمال • آوان • آوانسر • انویق • بیشک • جعفرآباد • جوشین • چشمگان • سرکش • سقای • علی‌یار • گل‌چول • گلو • نگارستان • ینگجه• دستجرد • سونداخر • قره‌قیه • قشلاق خورشا سفلی • قشلاق خورشا علیا • قشلاق رحیم • قشلاق مرزآباد • کبودگنبد • کلو • کوجان • گوراند • لیلاب • مرزآباد • ملک‌قضات • میلق • نچق • ورزقان. قشلاق میکاییل

## پیشینه تاریخی
از گذشته‌های بسیار دور، شهر خاروانا مرکز بخش دیزمار قاراداغ بوده‌است. حمدالله مستوفی (۷۵۰–۶۸۰) در صفحه ۱۳۲ کتاب نزهة القلوب منطقه دیزمار را ولایت یکپارچه می‌داند. او دربارهٔ دیزمار می‌نویسد: «دیزمار ولایتی است در شمال تبریز کما بیش پنجاه پاره دیه بود و دوزال و کوردشت و قولان و هزار[=هراس که خاروانا از معظمات آن. هوایش معتدل به گرمی و آبش از آن جبال برمی‌خیزد و فضلابش در ارس می‌ریزد حاصلش غله و پنبه و انگور و میوه به همه انواع می‌باشد و پیشتر از همه جا رسد و نوباوه تبریز از آنجا باشدحقوق دیوانش چهل هزار و هشتصد دینار است». [لازم است ذکر شود که در زمان صفویه عشایر پیرعلیلوی رومی، مقدم، بایبردلو، چلبیانلوهای لیلاب، سادات شامی کوه کمر و... در منطقه دیزمار در روستاهای نوبنیاد ساکن شدند.
موج دوم مهاجرت از آن سوی ارس در زمان فتحعلی‌شاه قاجار روی داد که در آن زمان قاجار کرداحمد، عشایر پسیان سهرون و گل آخور، الیاسکانلوهای دیزمار شرقی و... در آبادی‌هایی نوبنیاد ساکن شدند و دیزمار در گذشته نه چندان دور ۱۹۶ آبادی بزرگ و کوچک داشت .در جلد چهارم فرهنگ جغرافیائی ایران جمعیت دیزمار ارسباران ۴۱۲۳۰ نفر و تعداد آبادی‌های آن ۱۱۲ پارچه گزارش شده‌است. علاوه بر آن اویلق، اندریان، ایری بالا، کوه کمر، کماربالا، سیه رود، خانه سر، جوشین، علیلر، مردانقم، مزرعهٔ شادی، شرف آباد و… را از آبادی‌های معروف دیزمار ارسباران معرفی نموده‌است. اما آنچه مسلم است در زمان نگارش کتاب مزبور ده‌ها روستای تاریخی دیزمار نظیر قینر، کهل، سار، ایوند، امند، ورکش، کلانکش، گنزنق، اولی کندی، مزرعه، زین‌آباد، موجمبار، لاری و… که در نزدیکی مرند بویژه تبریز قرار دارند جزو شهرستان‌های مزبور به حساب آمده‌است که در حال حاضر پس از ارتقاء شبستر از بخش به شهرستان این روستاها بین شهرستان‌های تبریز، شبستر و مرند تقسیم شده‌است.